# Rack focus
El rack focus, també conegut com a roll focus o pull focus, és una tècnica cinematogràfica que consisteix a canviar l'enfocament d'un subjecte a un altre que es troba més proper o més allunyat de la càmera. Això s'utilitza per dirigir subtilment l'atenció dels espectadors a una part específica de la pantalla. Per tant, aquesta tècnica és basa en la manipulació de la profunditat de camp.
En les pel·lícules o sèries de televisió, sovint, hi ha una persona que es dedica a realitzar aquest canvi d'enfocament. Aquesta s'anomena foquista o "primer assistent de la càmera". Per tant, aquest canvi d'enfocament, és fet per una persona independent al operador principal de la càmera.

## Origen
Als anys seixanta, els objectius long-focus van encoratjar el desenvolupament del rack focus. A la fotografia, un objectiu d'enfocament llarg (long-focus lens) és una lent que té una distància focal més llarga que la mesura diagonal de la pel·lícula o sensor.
En anys posteriors, aquesta tècnica es va combinar amb figures que es movien per crear composicions canviants en profunditat. La lent també va facilitar el que els editors anomenen tall "wipe-by".

## Profunditat de camp aplicada alrack focus
La profunditat del camp és un element important a tenir en compte quan es grava amb una càmera. El principi bàsic és que com més baix sigui el nombre f (per exemple: f/1,4, f/2,8), més petita serà la profunditat del camp.
L'audiència mira automàticament a objectes els quals estan enfocats en una composició, perquè busquen informació que poden entendre. Per això, el rack focus o el canvi d'enfocament és tan eficaç a l'hora de dirigir la mirada de l'espectador.
A part, la poca profunditat de camp també permet que l'objecte enfocat es destaqui en contrast amb el seu entorn, el qual no està enfocat.

## Accessoris d'assistència d'enfocament
Hi ha una sèrie d'accessoris que s'utilitzen per ajudar a realitzar la tècnica del rack focus. Aquests són el visor, el monitor extern i el follow focus.

### Follow focus
El follow focus permet "seguir" l'enfocament mitjançant engranatges que s'adjunten a la lent i a l'anell d'enfocament. Hi ha dos motius principals per utilitzar aquest sistema:
1. Permet un enfocament precís.
2. Permet mesurar les distàncies focals, cosa que fa que el tractament d'escenes on un objecte ha de mantenir-se enfocat siguin més fàcils.